# 호잇
호잇(본명: 류호성, 1999년 7월 6일 ~ )은 대한민국의 리그 오브 레전드 프로게이머로 아이디는 Hoit, 포지션은 서포터이다.

## 선수 생활
2017년 5월 3일, 담원 게이밍에 입단하면서 프로 커리어를 시작했다. 2017 서머 시즌 팀의 주전 서포터로 활동했다.
2018시즌을 앞두고 팀의 원딜인 베릴이 서포터로 포지션 변경을 함에 따라 주전 경쟁을 하게 되었다. 2018시즌에 베릴의 서브 선수로 활동했다.
2019 스프링 시즌에서는 팀의 주전 서포터로 활동하면서 좋은 모습을 보여주었다. 서머 시즌에서는 베릴에게 주전을 내주며 서브 선수로 활동했다. 롤드컵 2019에서는 서브 선수로 참가했다.
2020 스프링 시즌 서브 선수로 간간히 출전했다. 스프링 시즌 종료 이후 미드 시즌 컵에 참가했다. 하지만 출전을 하지는 못했다. 서머 시즌에서도 서브 선수로 활동했다. 롤드컵 2020에서는 서브 멤버로 롤드컵 엔트리에 포함되었다. 롤드컵 경기에서는 출전하지 못했지만 팀이 우승하면서 롤드컵 우승을 경험하게 되었다.
2021시즌을 앞두고 T1의 2군팀에 합류했다. 스프링 시즌에서는 출전하지 못했다. 서머 시즌에서도 2군리그에 출전을 하지 못했다. 2021년 7월 19일, 서머 7주차를 앞두고 1군팀으로 콜업되었다. 2021시즌 종료 후 팀에서 퇴단했다.
2022시즌을 앞두고 광동 프릭스에 입단했다. 입단 이후 팀의 주전 서포터로 낙점받았다. 하지만 스프링 시즌 동안 부진한 모습을 계속해서 보여주었다. 서머 시즌에서도 경기력은 올라오지 못했으며 급기야 2군에서 콜업된 모함과 주전경쟁을 하면서 번갈아 출전하기도 하였다. 2022시즌 종료 후 팀에서 퇴단했다.

## 소속팀
| # | 팀명        | 소속 기간             | 소속 리그 | 비고 |
| - | ----------- | --------------------- | --------- | ---- |
| 1 | 담원 게이밍 | 2017.05.03~2020.11.17 | CK LCK    |      |
| 2 | T1          | 2020.12.16~2021.11.16 | LCK       |      |
| 3 | 광동 프릭스 | 2021.11.20~2022.11.22 | LCK       |      |

## 수상 내역
- 리그 오브 레전드 챌린저스 코리아 서머 2018 우승
- 리프트 라이벌즈 2019 우승
- 리그 오브 레전드 월드 챔피언십 2019 8강
- 우리은행 리그 오브 레전드 챔피언스 코리아 서머 2020 우승
- 리그 오브 레전드 월드 챔피언십 2020 우승